# اندیس باریت حاجی عرب
باریت حاجی عرب یک اندیس غیرفلزی است که در حوالی شهر نوبران استان قزوین قرار دارد و مادهٔ معدنی موجود در آن، باریت است.سنگ میزبان این اندیس توفهای سازند کرج است و دیرینگی آن به دوران ائوسن می‌رسد. در این اندیس، پاراژنز‌های سیلیس یافت می‌شوند.